# Ljutice (Požega)
Ljutice (Servisch cyrillisch Љутице) is een plaats in de Servische gemeente Požega. De plaats telt 432 inwoners (2002).